# Karin Falencki
Karin Falencki, znana również jako Karin Tiche (właściwie Kazimiera Falencka, z domu Tiche; ur. 9 lipca 1915 w Warszawie, zm. 29 grudnia 2010 w Nowym Jorku) – polska aktorka, kolekcjonerka, działaczka organizacji charytatywnych.

## Życiorys
Ukończyła warszawską Szkołę Teatralną. Występowała na scenach w Warszawie i Lwowie, m.in. razem z Józefem Węgrzynem. Wystąpiła w kilku filmach.
Do Stanów Zjednoczonych przyjechała w 1941 r. z mężem Williamem. Pracowała w polskim dziale radiostacji Voice of America do 1946 r. Pracowała charytatywnie w komitecie pomagającym niewidomym dzieciom w Laskach pod Warszawą. Była w zarządzie Fundacji Alfreda Jurzykowskiego.
Kolekcja Karin Falencki zawierała obrazy Pabla Picassa, Chaima Soutine'a, Eugene'a Delacroix, Paula Cezanne’a, Edgara Degasa, Maurice'a Utrilla. Kolekcjonowała również malarstwo polskie. Była przewodniczącą Komitetu Pomocy Niewidomym w Polsce z siedzibą w Nowym Jorku. Jej mężem był William Falencki, a synem John Falencki. Występowała w filmie wspomnieniowym o Julianie Tuwimie, a także o Janie Lechoniu.

## Filmografia
- Książątko (1937) jako urzędniczka
- Żołnierz Królowej Madagaskaru (1939) jako Sabina
- Nad Niemnem (1939)